# Adapis
Adapis è un genere di primati fossili vissuti in Europa, i cui resti risalgono all'Eocene superiore (circa 40 milioni di anni fa). Molti fossili di questi animali sono stati rinvenuti nel corso dell' '800 presso la collina di Montmartre.

## Un primate molto primitivo
Descritto per la prima volta nel 1822, Adapis parisiensis fu il primo primate fossile a essere descritto, all'infuori dell'uomo. La descrizione scientifica avvenne grazie a Georges Cuvier, il quale era convinto, in base alla forma dei denti, che i resti fossili appartenessero a un artiodattilo estinto antenato della famiglia dei bovidi, e quindi lo chiamò Adapis, che significa "antenato del toro sacro (Api)". Successivamente si comprese che questo animale era un antichissimo primate, vagamente simile agli attuali lemuri del Madagascar.

## Stile di vita
Le orbite piccole suggeriscono che fosse un animale diurno. In base alla morfologia dei denti(con molari dotati di alte creste taglienti), si pensa che Adapis fosse un animale arboricolo che si nutriva di foglie. Le zampe fanno supporre che fosse piuttosto lento, ma comunque fosse un buon arrampicatore; il suo modo di muoversi doveva assomigliare a quello degli attuali nitticebi (Nycticebus coucang) o del potto (Perodicticus potto).

## Specie
La specie più nota è Adapis parisiensis, ben conosciuta grazie a numerosi resti fossili rinvenuti nelle cave di gesso vicino a Montmartre. Altre specie descritte nel genere Adapis sono A. magnus (a volte ascritto in un genere a parte, Leptadapis), e A. sudrei. Gli ultimi resti di Adapis datano all'Oligocene inferiore (circa 33 milioni di anni fa). Adapis rappresenta il membro maggiormente conosciuto della sua famiglia e anche l'ultimo a sopravvivere: si estinse durante quel ricambio faunistico noto in Europa come Grand Coupure.